# Con đường đau khổ (phim truyền hình)
Con đường đau khổ (tiếng Nga: Хождение по мукам) là một phim tâm lý - lịch sử của đạo diễn Vasily Ordynsky.
Bộ phim được sản xuất từ năm 1974 đến 1977 và ra mắt trong năm 1977 để chào mừng 60 ngày Cách mạng Tháng Mười (7/11/1917 - 7/11/1977).

## Nội dung
Dựa theo cuốn tiểu thuyết cùng tên của nhà văn Aleksey Nikolayevich Tolstoy, chuyện phim là số phận u ám của những người trí thức đô thị trong bối cảnh của sụp đổ của Đế quốc Nga và Nội chiến xảy ra.

## Diễn viên
- Irina Alferova... Daria Dmitryevna Bulavina
- Vyacheslav Yezepov... Nikolai Ivanovich Smokovnikov
- Svetlana Penkin... Yekaterina Dmitryevna Smokovnikovs
- Vitaly Bezrukov... Latugin
- Nikolai Yeremenko... Vasily Rublyov
- Mikhail Nozhkin... Vadim Petrovich Roshchin
- Vladimir Bogin... Ivan Gora
- Anna Kamenkova... Agripina
- Aleksey Krychenkov... Nestor Makhno
- Yury Gorobets... Anton Denikin
- Yury Kayurov... Vladimir Ilyich Lenin
- Igor Dmitryev... Aleksandr Kerensky
- Mikhail Golubovic... Ivan Sorokin
- Yury Solomin... Ivan Ilyich Telegin
- Inna Gulaya... Yelizaveta Kievna
- Georgy Burkov... Sergey Sergeyevich Sapozhkov
- Zinovy Gerdt... Leon Chyornyi
- Aleksandr Filippenko... Teplov
- Gotlib Roninson
- Lev Durov... Tyotkin
- Sergey Nikonenko... Semyon Krasilnikov
- Aleksandr Pashutin... Govyadin
- Nikolai Zasukhin... Belyakov
- Lydia Fedoseyeva-Shukshina... Matryona
- Yevgeny Lazarev... Lobanov-Rostovsky
- Konstantin Grigoryev... thủy thủ Chugai
- Boris Klyuev
- Vladimir Gostyukhin... Aleksey Krasilnikov
- Mikhail Kozakov... Aleksey Alekseyevich Bessonov
- Vladimir Pitsek
- Gennady Nikolayev
- Roman Khomyatov... kỹ sư Strukov
- Aleksandr Shvorin
- Yury Nikolayev... Sharygin
- Georgy Svetlani... Afanasy Afanasyevich
- Villor Kuznetsov...

## Ê-kíp
- Họa sĩ: Yury Kladyenko, Abram Freydin